# Pararhophites quadratus
Pararhophites quadratus är en biart som först beskrevs av Heinrich Friese 1898.  Pararhophites quadratus ingår i släktet Pararhophites och familjen buksamlarbin. Inga underarter finns listade i Catalogue of Life.